# 유가은
유가은(2001년 1월 2일 ~)은 대한민국의 연극 배우다.

## 방송
- 2023 DIMF 뮤지컬스타 커튼콜 (2023) - 우수상(4위)

## 공연
- 카지노 (2023) - 나소미/나나 역
- 이머시브 뮤지컬 ＇흔해빠진일＇ (2024) - 인스파 역